# ゲラノイルCoAカルボキシラーゼ
ゲラノイルCoAカルボキシラーゼ(Geranoyl-CoA carboxylase、EC 6.4.1.5)は、以下の化学反応を触媒する酵素である。
ATP + ゲラノイルCoA + 炭酸水素イオン {\displaystyle \rightleftharpoons } ADP + リン酸 + 3-(4-メチルペンタ-3-エン-1-イル)ペンタ-2-エネジオイルCoA
従って、この酵素の基質は、ATPとゲラノイルCoAと炭酸水素イオンの3つ、生成物はAMPとリン酸と 3-(4-メチルペンタ-3-エン-1-イル)ペンタ-2-エネジオイルCoAの3つである。
この酵素はリガーゼ、特に炭素-炭素結合を形成するものに分類される。系統名は、ゲラノイルCoA:炭素-二酸素 リガーゼ (ADP形成)(geranoyl-CoA:carbon-dioxide ligase (ADP-forming))である。補因子としてビオチンを必要とする。